# Siberische Kozakken

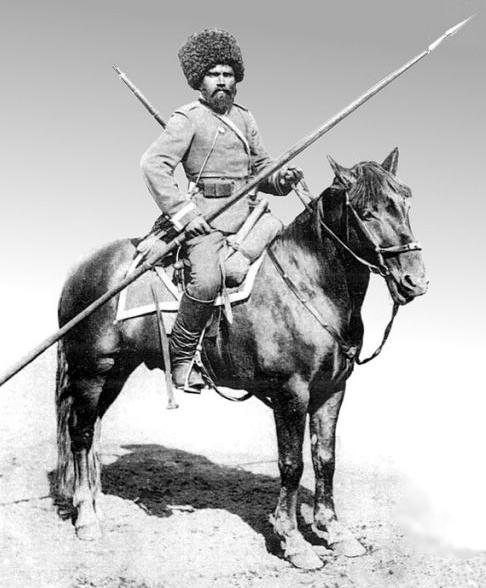
Siberische Kozak (omstreeks 1890)

De Siberische Kozakken (Russisch: Сибирские казаки) of het Siberische Kozakkenleger (Russisch: Сибирское Линейное Казачье Войско) waren  het oudste Kozakkenlegioen in het Russisch Keizerlijke Leger.  Omdat ze aan de oorsprong stond van het stamverband van andere legioenen wordt ze wel beschouwd als de moeder van alle andere Kozakkenlegioenen. Het legioen werd opgericht in 1582 en ontbonden in 1918, en had haar hoofdkwartier in de Siberische hoofdstad Omsk. 
In 1997 werden de Siberische Kozakken per presidentieel besluit opnieuw geactiveerd als paramilitaire eenheid van de Russische Federatie.

## Ontstaan
In het midden van de 16e eeuw ontving de familie Stroganov van tsaar Ivan IV grote gebieden in het land Perm, en in 1574 in het land rond de rivieren Toera en Tobol ten oosten van de Oeral in Siberië. Daar handelden ze met bont, openden mijnen, gieterijen en hamerwerken, en probeerden vanaf 1581 Russische kolonisten te werven. Deze bestonden grotendeels uit horigen, vluchtelingen, gevangen Tataren, maar ook uit specialisten uit Duitsland en Lijfland die tijdens de Noordse Oorlogen in gevangenschap waren geraakt. In de nabije en verre omgeving van Perm ontstond een invloedrijk en financieel sterk handelsgebied. Dit wekte de aandacht van de Tataarse leider van het Kanaat Sibir, Koetsjoem, een afstammeling van Dzjengis Khan. De Siberische Tataren gingen op rooftocht en verkregen rijke buiten in het gebied van de Stroganovs, ontvoerden de bewoners in slavernij en lieten het land verwoest achter.

## Stichting van het Siberische Kozakkenlegioen
Na verschillende aanvallen door de Tataren op Russische kolonisten hadden Wolga-Kozakken onder leiding van Vasili "Jermak" Timofejovitsj een aanval op het Tataarse fort Isker geïnitieerd. Voor het eerst vielen de Kozakken de tegenstander niet alleen over land maar ook over de rivieren aan. Op 26 oktober veroverden de Kozakken de hoofdstad van Sibir. De Kozakken bouwden een krachtig verband op, waarmee de structuur van het Siberische Kozakkenleger begon. 6 december 1582 wordt gevierd als de dag van de officiële stichting door Ivan IV van het Kozakkenlegioen als deel van het Russische leger.
Van 1701 tot 1716 richtten de Kozakken een sterke 1.000 kilometer lange verdedigingslijn op en bouwden verschillende forten en vestigingen. In 1716 werd het fort van Omsk gesticht en uitgebouwd tot hoofdkwartier van het Kozakkenleger. Tegen 1725 hadden zich langs de Siberische linie al bijna 8.000 mensen gevestigd, en werden de Siberische steden Tara, Tobolsk en Tjoemen gesticht. Het Kozakkenlegioen stond onder bevel van de Siberische gouverneur Dolgoroekov en bestond uit 785 Kozakken. Van 1745 tot 1752 werden nog eens 53 Kozakken-nederzettingen gebouwd en het militaire personeel groeide tot 3.500 Kozakken. Al in 1734 werden enkele honderden Kozakken geïntegreerd tot het Orenburgse Kozakkenlegioen. 
In 1764-1771 werd de situatie aan de Russisch-Chinese grens steeds explosiever. Verschillende aanvallen van nomaden werden afgeweerd, en aan de Russische zijde van de grens werd een 11-kilometer brede verdedigingslinie opgericht, die bekend werd als de Biejsker Kozakkenlinie. In 1781 kwamen hier nog meerdere versterkingen bij.

## Grensverdediging en oorlogsdiensten
In 1803, tijdens de regering van tsaar Alexander I, was de bevolking van Siberië gegroeid tot 13.000 mensen. Hieronder bevonden zich 6000 Kozakken in militaire dienst. In verband hiermee werd in 1808 een grote hervorming doorgevoerd en een strakke organisatie afgedwongen. Het Siberische Kozakkenlegioen bestond nu uit divisies en regimenten die tijdens een oorlog relatief snel konden worden gemobiliseerd en versterkt. 
Tijdens de Veldtocht van Napoleon naar Rusland in 1812 vormden de Siberische Kozakken cavalerieregimenten en grensbeschermingsregimenten, die de Russisch-Chinese grens bewaakten en de bewaking overnamen van krijgsgevangenen die naar Siberië werden gedeporteerd. Tegelijkertijd ontwikkelde zich een Siberisch gemeentelijk zelfbestuur, een provinciaal bestuur, rechtswezen en een Siberisch gouverneursparlement.
Aan het begin van de regeringsperiode van Nicolaas I in 1825 beleefde Siberië een verdere bevolkingsgroei. Van de nu 37.000 inwoners waren meer dan 8000 Kozakken in dienst van het Keizerlijk-Russische leger. Het leger werd nu geleidelijk uitgerust met moderne wapens en diende voornamelijk als grensbeschermingsmacht. De toename van militair personeel vereiste verdere hervormingen. Het gebied werd verdeeld in negen regimentele districten, in elk waarvan een regiment met drie brigades was gestationeerd. Er was tevens een garderegiment en negen reservistenorganisaties, een cavalerieregiment en drie onafhankelijke cavalerie-batterijen. Bovendien werden meerdere stanitsa's gebouwd in de Kazachse Steppe. 
Toen tsaar Alexander II in 1855 aantrad, stonden 12.500 Kozakken onder de wapenen op de Siberische linie. In de Russisch-Japanse Oorlog van 1904-05 werden delen van de cavalerie toegewezen aan het keizerlijke Russische leger, soms dienend als bereden bergjagers. 
Na de Eerste Wereldoorlog en de daaropvolgende Oktoberrevolutie speelde het Siberische Kozakkenlegioen geen grote rol meer, en werd in 1918 opgeheven. Een groot deel van de Kozakken die tegen de bolsjewieken hadden gevochten werd verbannen naar Siberië. 

## Reactivering van het Siberische Kozakkenlegioen
Per presidentieel decreet van de Russische Federatie van 12 februari 1997 werd het Siberische Kozakkenlegioen opgenomen in de lijst van geregistreerde Kozakken van de Russische Federatie. Ze dienen als een soort thuisverdediging en zijn paramilitair georganiseerd. Het hoofdkantoor bevindt zich in Omsk.